# Jyoti Basu
Pour les articles homonymes, voir Basu.
Jyotirindra Basu (mieux connu sous le nom de Jyoti Basu ; bengalî : জ্যোতি বসু), né le 8 juillet 1914 à Calcutta et mort le 17 janvier 2010 dans cette même ville, est un homme politique indien, membre du Parti communiste d'Inde (marxiste). Il fut à la tête du Bengale-Occidental de 1977 à 2000, ce qui constitue un record de longévité pour un chef de gouvernement communiste élu à la suite d'élections libres.

## Biographie
Jyoti Basu naquit à Calcutta dans une famille de classe moyenne bengalie. Son père était médecin. Il fit ses études secondaires au collège jésuite Saint-Xavier, dans sa ville natale, puis études universitaires (English Honours) au Presidency College, dont il sortit diplômé en 1935. A Londres pour y poursuivre des études de droit il se lia au Parti communiste de Grande-Bretagne, avant de commencer sa carrière politique dans le Parti communiste d'Inde en 1940. 
En 1941, il prit la tête d'un syndicat des chemins de fer au Bengale. En 1946, il fut élu à l'Assemblée législative du Bengale-Occidental. En 1957, il devint chef de l'opposition au Bengale-Occidental. Lorsque le Front uni (gauche) y remporta les élections en 1967, il fut nommé Ministre de l'Intérieur. En 1977, une large victoire de la coalition de gauche lui permit de devenir Premier ministre (Chief Minister) de cet État indien, un poste qu'il conserva jusqu'en 2000, lorsqu'il se retira de la vie politique.
Selon la British Broadcasting Corporation, son gouvernement assura avec succès la stabilité politique de l'État, et introduisit des réformes agraires qui facilitèrent l'accès des petits fermiers à la propriété. Mais il fut accusé de céder aux pressions de syndicats qui s'opposaient aux investissements venus de l'extérieur.
En 1996, il « passa extrêmement près de devenir le premier Premier ministre communiste de l'Inde ». Ayant obtenu les soutiens nécessaires pour prendre la tête d'une coalition de gauche victorieuse au niveau fédéral, il en fut finalement empêché par son propre parti, le Parti communiste d'Inde (marxiste), qui choisit de soutenir le gouvernement fédéral sans y prendre part.
Selon la BBC, Basu fut souvent décrit comme un socialiste fabien plutôt que comme un « communiste orthodoxe », et « travailla par consensus, dirigeant avec succès des coalitions tout en démontrant un sain respect pour les opinions d'autrui ».  

### Sources
- (en) Nécrologie par la British Broadcasting Corporation, 17 janvier 2010
- (en) Biographie par le gouvernement du Bengale-Occidental